# Hanigovce
Hanigovce (węg. Hőnig, niem. Hönigsdorf) – wieś (obec) na Słowacji, w kraju preszowskim, w powiecie Sabinov. Pierwsza pisemna wzmianka o miejscowości pochodzi z roku 1330.